# Rosa blondaeana
Rosa blondaeana är en rosväxtart som beskrevs av Rip. och Desegl.. Rosa blondaeana ingår i släktet rosor, och familjen rosväxter. Inga underarter finns listade i Catalogue of Life.